# Rana Udip Singh Bahadur Rana
Rana Udip Singh Bahadur Rana (ur. 1825, zm. 1885) – nepalski polityk, premier Nepalu w latach 1877–1885.
Był młodszym bratem Jang Bahadura. Po jego śmierci (1877) objął stanowisko premiera, otrzymał również, co było naruszeniem prawa o sukcesji, tytuł maharadży Kasaki i Lamajung. Podczas jego rządów miały miejsce gwałtowne walki między członkami różnych frakcji rodziny Rana. Ich efektem był zamach stanu z listopada 1885, podczas którego Rana Udip zginął w zamachu zorganizowanym przez swoich siostrzeńców.